# Barbara La Marr
Barbara La Marr (Yakima,  28 de julho de 1896 – Los Angeles, 30 de janeiro de 1926) foi uma atriz estadunidense de filmes mudos, dançarina de cabaré e roteirista.

## Começo
Barbara La Marr nasceu em Yakima, Washington, filha do casal William Wallace e Rosana "Rose" Watson. Embora seja conhecida por Barbara La Marr, o seu nome de batismo era Reatha Dale Watson.
O seu pai era um editor para um jornal, e a sua mãe teve dois filhos num casamento prévio, chamados Henry (nascido em 1878) e Violet (nascida em fevereiro de 1881). O casal se casou em 1884 e tiveram um filho chamado William Watson Junior (nascido em junho de 1886), que, nos anos 20, tornou-se um comediante conhecido pelo pseudônimo de "Billy Devore".
Durante a infância de Barbara La Marr, os seus pais viveram em várias localidades. Por volta de 1900, ela vivia com os seus pais em Portland, Oregon. Enquanto ainda era criança, ela começou a participar de pequenos teatros em Tacoma, Washington.
Por volta de 1910, Barbara La Marr vivia em Fresno, na Califórnia, com os seus pais. Por um período de tempo, após o ano de 1911, a sua família mudou-se para Los Angeles, e depois para Burbank, ainda na Califórnia.

## Carreira

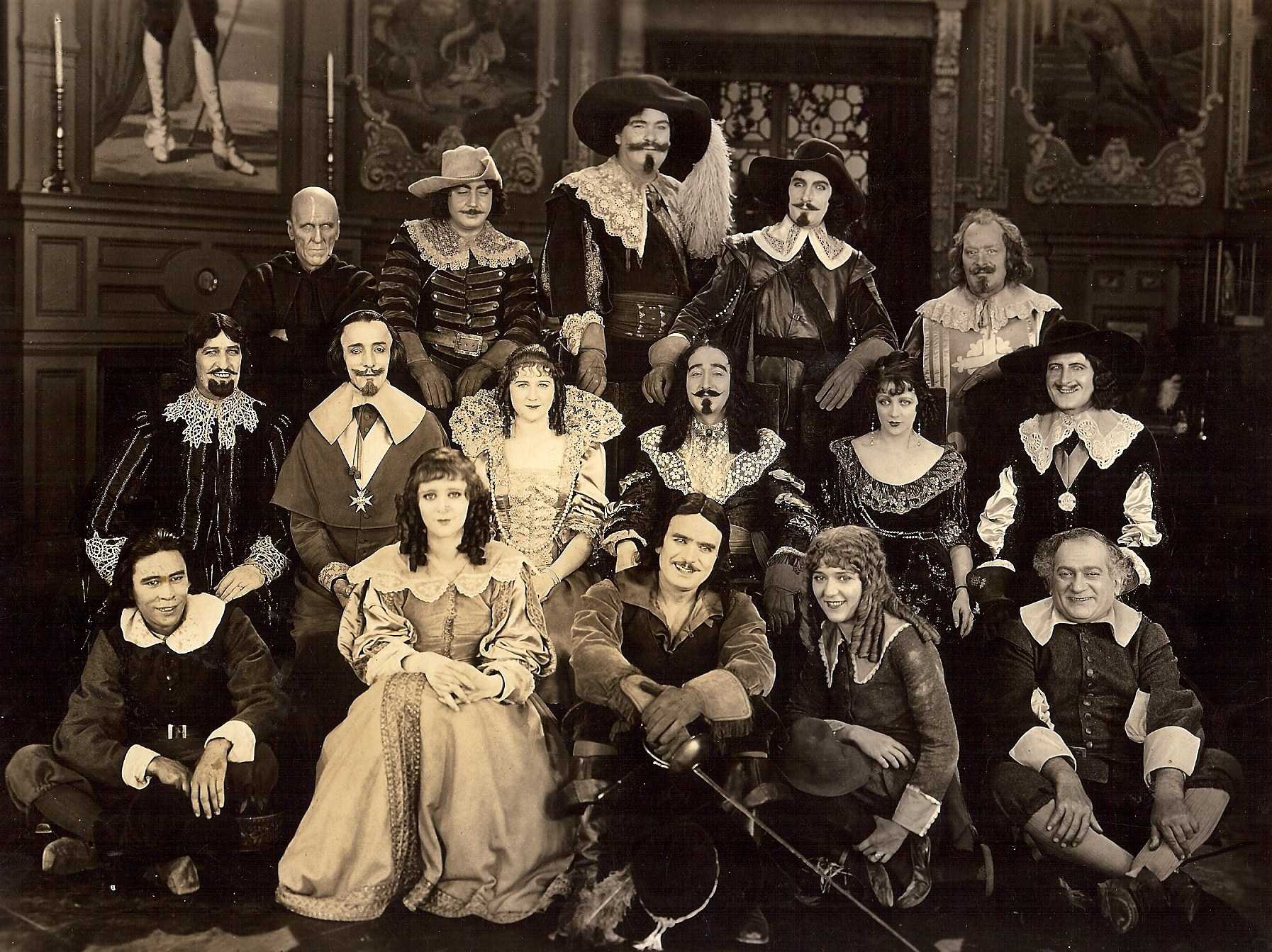
Cartaz publicitário com o elenco de The Three Musketeers (1921), apresentando da esquerda para direita, na frente: Charles Stevens (Planchet), Marguerite De La Motte (Constance Bonacieux), Douglas Fairbanks (D'Artagnan), Mary Pickford & Sidney Franklin (Mr. Bonacieux). Na linha do meio, Boyd Irwin (Conde de Rochefort), Nigel De Brulier (Cardeal Richelieu), Mary MacLaren (Rainha Anne da Áustria), Adolphe Menjou (Louis XIII), Barbara La Marr (Milady De Winter) & Thomas Holding (Duque de Buckingham). E na linha de cima, Lon Poff (Pai Joseph), Eugene Pallette (Aramis), George Siegmann (Porthos), Léon Bary (Athos) & Willis Robards (Capitão de Treville).

Após se casar com um fazendeiro chamado Jack Lytell e mudar-se para a cidade de Nova Iorque, Barbara La Marr começou a trabalhar como roteirista. Em 1920, a sua associação com os cineastas da época fez com que ela voltasse para Los Angeles e filmasse o seu primeiro filme. Daí em diante, ela começou a aparecer em diversos filmes, e era frequentemente citada pela mídia como "A Garota Mais Bonita Do Mundo". Com isso, ela rapidamente alcançou o sucesso, a fama e o estrelato.
Em sua carreira, Barbara La Marr conseguiu ser atriz e escritora. Contracenou com o famoso Douglas Fairbanks no filme The Nut (de 1921), apareceu em mais de 30 filmes, escreveu sete roteiros de sucesso para o United Artists e para os Estúdios da Fox, e também se destacou como dançarina em diversas comédias da Broadway. Dizem também que Barbara La Marr fez filmes de dança em Nova Iorque, Chicago e Los Angeles, ao lado de parceiros como Rudolph Valentino e Clifton Webb.
Entre os filmes de Barbara La Marr, destacam-se The Prisoner of Zenda e Trifling Women, ambos lançados em 1922 pelo cineasta Rex Ingram.

## Vida pessoal
Barbara La Marr se casou pela primeira vez aos 17 anos de idade, e, durante toda a sua vida, teve aproximadamente cinco casamentos. No período de sua morte, estava casada com o ator Jack Dougherty.
Alguns anos após a sua morte, algumas pessoas revelaram que tinha criado o filho de um homem cujo nome nunca foi revelado. Após a morte de Barbara La Marr, o garoto - batizado de Marvin Carville La Marr - foi adotado pela atriz ZaSu Pitts e Tom Gallery, o seu marido. Após crescer, o garoto tornou-se ator, namorou a famosa Elizabeth Taylor e, pelo pouco que se sabe, viveu em Puerto Vallarta, no México.

### Casamentos
- Jack Lytell (1913 – 1914)
- Lawrence Converse (1914 – 1914)
- Phil Ainsworth (1916 – 1918)
- Ben Deeley (1918 – 1921)
- Jack Dougherty (1923 – 1926)

## Últimos anos e morte
Apesar de ter uma carreira de relativo sucesso, Barbara La Marr foi uma adepta do estilo de vida noturno e acelerado de Hollywood. Em uma entrevista, ela afirmou que não dormia mais do que duas horas por noite.
Durante esse período de agitação noturna em Hollywood, ela tornou-se viciada em heroína. Morreu em Altadena, na Califórnia, em decorrência de uma tuberculose e nefrite. Ela acabou sendo enterrada no Hollywood Forever Cemetery, o famoso cemitério em Los Angeles que abriga o túmulo de diversas celebridades.
Barbara La Marr possui uma estrela na Calçada da Fama, mais precisamente na 1621 Vine Street.

## Filmografia

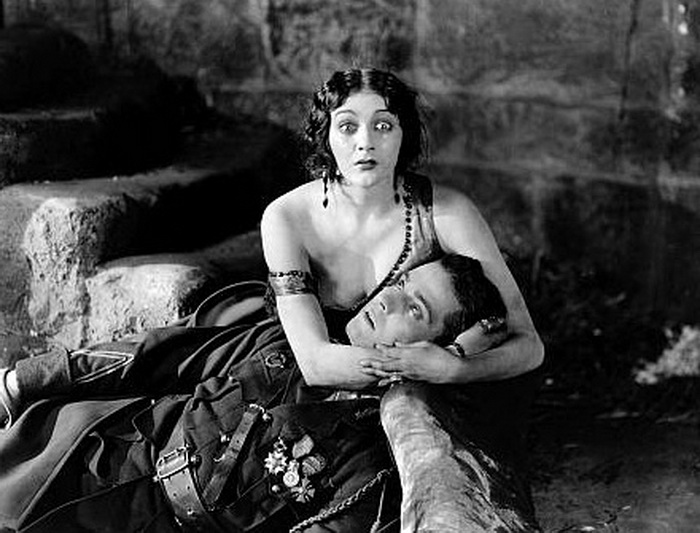
Cena do filme Trifling Women (1922), com Barbara La Marr e Ramón Novarro.

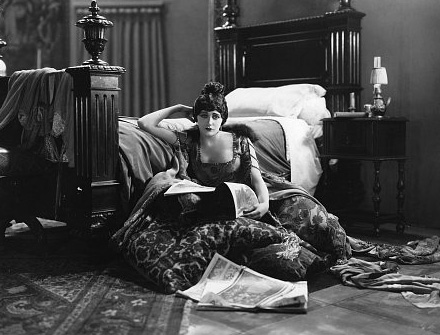
Cena do filme The Prisoner of Zenda (1922)

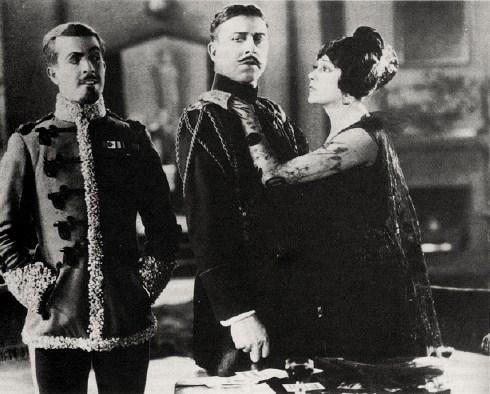
Cena do filme The Prisoner of Zenda (1922), apresentando Ramón Novarro, Stuart Holmes & Barbara La Marr

| Ano  | Filme                      | Papel                         | Nota                                                              |
| ---- | -------------------------- | ----------------------------- | ----------------------------------------------------------------- |
| 1920 | Harriet and the Piper      | Tam O'Shanter Girl            | Creditada como Barbara Deely Título alternativo: Paying the Piper |
| 1920 | Flame of Youth             |                               | História                                                          |
| 1920 | The Mother of His Children | -                             | História Creditada como Barbara La Marr Deely                     |
| 1920 | Rose of Nome               | -                             | História Creditada como Barbara La Marr Deely                     |
| 1920 | The Little Grey Mouse      | -                             | História                                                          |
| 1920 | The Land of Jazz           | -                             | História Creditada como Barbara La Marr Deely                     |
| 1921 | The Nut                    | Claudine Dupree               |                                                                   |
| 1921 | Desperate Trails           | Lady Lou                      |                                                                   |
| 1921 | The Three Musketeers       | Milady de Winter              |                                                                   |
| 1921 | Cinderella of the Hills    | Kate Gradley                  | Creditada como Barbara La Marr Deely                              |
| 1922 | Arabian Love               | Themar                        |                                                                   |
| 1922 | Domestic Relations         | Mrs. Martin                   |                                                                   |
| 1922 | The Prisoner of Zenda      | Antoinette de Mauban          |                                                                   |
| 1922 | Trifling Women             | Jacqueline de Séverac/ Zareda |                                                                   |
| 1922 | Quincy Adams Sawyer        | Lindy Putnam                  |                                                                   |
| 1923 | The Hero                   | Hester Lane                   |                                                                   |
| 1923 | The Brass Bottle           | The Queen                     |                                                                   |
| 1923 | Poor Men's Wives           | Laura Bedford/ Laura Maberne  |                                                                   |
| 1923 | Souls for Sale             | Leva Lemaire                  |                                                                   |
| 1923 | Strangers of the Night     | Anna Valeska                  | Título alternativo: Ambrose Applejohn's Adventure                 |
| 1923 | St. Elmo                   | Agnes Hunt                    |                                                                   |
| 1923 | The Eternal Struggle       | Camille Lenoir                | Título alternativo: Masters of Women                              |
| 1923 | The Eternal City           | Donna Roma                    |                                                                   |
| 1924 | Thy Name Is Woman          | Guerita                       |                                                                   |
| 1924 | The Shooting of Dan McGrew | Lady Known conhecida Lou      |                                                                   |
| 1924 | The White Moth             | Mona Reid/ The White Moth     | Escritora, não-creditada                                          |
| 1924 | Hello, 'Frisco             |                               |                                                                   |
| 1924 | Sandra                     | Sandra Waring                 |                                                                   |
| 1924 | My Husband's Wives         | -                             | História                                                          |
| 1925 | The Heart of a Siren       | Isabella Echevaria            | Título alternativo: The Heart of a Temptress                      |
| 1925 | The White Monkey           | Fleur Forsyte                 |                                                                   |
| 1926 | The Girl from Montmartre   | Emilia Faneaux                |                                                                   |